# Токио Доум
„То̀кио До̀ум“ (на японски: 東京ドーム Tōkyō Dōmu; на английски: Tokyo Dome) е стадион, разположен в квартала Бункьо, Токио, Япония.
Построяването му започва на 16 май 1985 г., а откриването му е на 17 март 1988 г. Намира се в непосредствена близост със стадиона Коракуен. Разполага с максимален капацитет от 55 000 места в зависимост от събитието, като 42 000 от тях са седящи.
Оригиналното прозвище на Токио Доум е „Голямото яйце“ (на английски: The Big Egg), но е срещано и като „Голямото токийско яйце“ (Tokyo Big Egg). Куполовидният му покрив е надуваема конструкция – гъвкава мембрана, която се придържа чрез леко повишаване на вътрешното налягане на стадиона.
Токио Доум е стадионът домакин на бейзболния отбор Йомиури Джайънтс. В него често се провеждат концерти, мачове по американски футбол и баскетбол, кеч събития, смесени бойни изкуства, кикбокс и други. Тук е и мястото на японската бейзболна алея на славата, която съхранява историята на бейзбола в Япония.
Стадионът се поддържа от компанията Никен Секей и Такенака Корпорейшън.

## Известни концерти
Три концерта на Марая Кери по време на световното ѝ турне Daydream World Tour, съответно на 7, 10 и 14 март 1996 г., поставят рекорд за разпродадени 150 000 билета за по-малко от три часа. Две години по-късно певицата изнася четири концерта по време на турнето Butterfly World Tour (на 11, 14, 17 и 20 януари) и два концерта през 2000 г. по време на турнето Rainbow World Tour (7 и 9 март). Кери изнася общо девет концерта в Токио Доум, като на всеки един от тях билетите са разпродадени. Певицата държи рекорда за най-голям брой изнесени концерти в Токио Доум за соло певица на местно и международно равнище.
След нея е Джанет Джаксън с общо осем концерта, като четири от тях през 1990 г. са разпродадени за само седем минути, което поставя рекорд за най-бързо разпродадени билети в Токио Доум. По-късно рекордът ѝ е подобрен от групата L'Arc-En-Ciel. Мик Джагър е първият международен артист, който изнася концерт на стадиона на 22 и 23 март 1988 г. Бон Джоуви изнася общо деветнайсет концерта, като последният от тях е през 2010 г. по време на световното турне The Circle Tour.
В периода от 1989 до 1992 г. Принс изнася 6 концерта, като всеки един от тях е записан. В допълнение към тях видеоклипът към песента The Continental също е записан на стадиона и е включен в албума му Love Symbol.
Бритни Спиърс изнася първия си концерт на стадиона на 25 април 2002 г. по време на турнето си Dream Within a Dream Tour. Тогава тя е на 20 години, което я прави най-младата изпълнителка, изнесла концерт в Токио Доум.

## Въшни препратки
- Официален уебсайт на стадиона

|  | Тази страница частично или изцяло представлява превод на страницата Tokyo Dome в Уикипедия на английски. Оригиналният текст, както и този превод, са защитени от Лиценза „Криейтив Комънс – Признание – Споделяне на споделеното“, а за съдържание, създадено преди юни 2009 година – от Лиценза за свободна документация на ГНУ. Прегледайте историята на редакциите на оригиналната страница, както и на преводната страница, за да видите списъка на съавторите. ВАЖНО: Този шаблон се отнася единствено до авторските права върху съдържанието на статията. Добавянето му не отменя изискването да се посочват конкретни източници на твърденията, които да бъдат благонадеждни. |